# Drongaire de la flotte
Le drongaire de la flotte (en grec : δρουγγάριος τοῦ πλοΐμου/τῶν πλοΐμων, droungarios tou ploïmou/tōn ploïmōn ; après le XIe siècle δρουγγάριος τοῦ στόλου, droungarios tou stolou), est le commandant de la flotte impériale, la composante centrale de la marine byzantine, positionnée à Constantinople. Elle se différencie des flottes provinciales ou thématiques. À partir de la fin du XIe siècle, quand les différentes flottes sont rassemblées en une seule force dirigée par le mégaduc, le poste de drongaire de la flotte, désormais connu sous le nom de megas droungarios tou stolou (μέγας δρουγγάριος τοῦ στόλου, grand drongaire de la flotte), devient le commandant en second du mégaduc jusqu'à la chute de Constantinople en 1453.

## Histoire
Pour faire face aux conquêtes musulmanes, la majeure partie de marine byzantine est rassemblée au sein de la grande flotte des Karabisianoi durant la deuxième moitié du VIIe siècle. À l'image des thèmes terrestres qui apparaissent au même moment, cette flotte est commandée par un stratège (stratēgos tōn karabōn/karabisianōn, général des navires/des marines). Toutefois, la flotte des Karabisianoi s'avère inadaptée. Au début du VIIIe siècle, elle est remplacée par un système plus complexe, composé de trois éléments, qui survit sans grands changements jusqu'à la fin du XIe siècle. Une flotte centrale est positionnée à Constantinople ; quelques commandements régionaux de grande envergure, qui sont soit des thèmes maritimes comme celui des Cibyrrhéotes, soit des commandements indépendants dirigés par des drongaires (se transformant ensuite en thèmes), comme celui de l'Égée ou de Samos et un nombre plus important d'escadres locales rattachées à des thèmes terrestres, dont les missions sont purement défensives, agissant souvent comme forces de police et subordonnées aux gouverneurs locaux.
La flotte basée à Constantinople, au moins depuis le VIIe siècle, a joué un rôle central lors des deux sièges musulmans de Constantinople, en 674-678 et en 717-718). Toutefois, la date exacte de la constitution de la flotte impériale (βασιλικὸς στόλος, basilikos stolos, ou βασιλικὸν πλόϊμον, basilikon ploïmon) comme commandement indépendant n'est pas connue avec certitude. Selon J. B. Bury, suivi par Rodolphe Guilland, il n'est pas improbable que la flotte impériale existe comme commandement subordonné au stratēgos tōn karabisianōn dès le VIIe siècle,. Le drongaire de la flotte apparaît avec certitude dans le Taktikon Uspensky écrit vers 842-843. Quant à Hélène Ahrweiler, elle s'appuie sur le manque de preuve attestant de l'existence de flottes importantes opérant depuis Constantinople au cours du VIIIe siècle, pour dater la création de la flotte impériale au début du IXe siècle. Par la suite, elle constitue la principale force de réserve et fournit le cœur des expéditions maritimes.

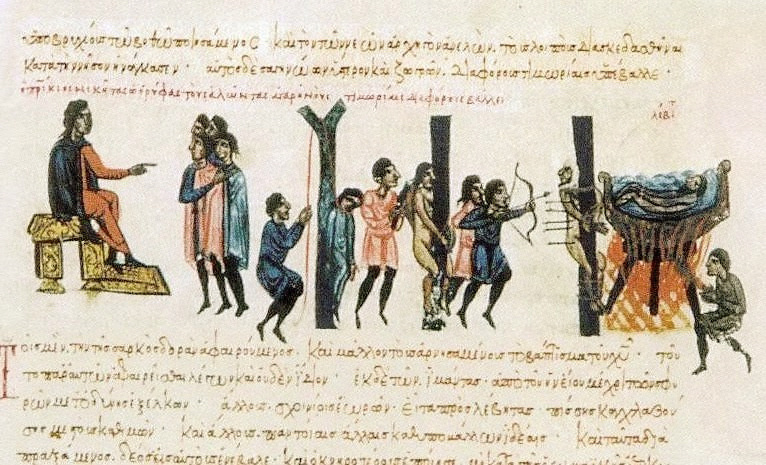
Le drongaire Nicétas Oryphas châtiant des prisonniers de l'émirat de Crète. Chronique de Skylitzès de Madrid.

Dans le Taktikon Uspensky, le drongaire de la flotte est positionné relativement bas dans la hiérarchie, venant après les grands titres militaires et les offices civils les plus importants. Il est situé entre le protostrator et l' ek prosopou (en) des thèmes. Toutefois, vers 899, date de la rédaction du Kletorologion de Philothée, il a fortement gagné en importance, puisqu'il est placé alternativement immédiatement avant ou après le logothète du Drome et, à la 35e ou 38e position dans la hiérarchie d'ensemble, devant les domestiques des régiments de la garde (tagmata) des Hikanatoi et des Noumeroi. En outre, il n'est pas classé avec les autres commandements militaires, qu'ils soient provinciaux (thèmes) ou nationaux (tagmata) mais parmi les postes militaires spéciaux que sont les stratarques, où il est en deuxième position, derrière l'hétériarque qui dirige l'Hétairie,. L'importance plus grande conférée au titre de drongaire de la flotte est directement liée au regain de la marine byzantine, commencé sous Michel III et poursuivi sous Basile Ier le Macédonien et Léon VI le Sage,.
Le Klétorologion liste aussi ses subordonnés, dont son adjoint ou topotèrètès, son secrétaire ou chartulaire, son messager en chef ou protomandator et les autres messagers (mandatores), les commandants d'escadres ou komētes (κόμητες; sing. κόμης, komēs) et les centurions sur les navires (κένταρχοι, kentarchoi ; sing. κένταρχος, kentarchos). En outre, il existe aussi un Comes des hétairies (κόμης τῆς ἑταιρείας), dont la fonction est discutée. Selon Bury, il dirige probablement les mercenaires étrangers, notamment les Rus' ou les Scandinaves, servant comme fantassins de marine. Cependant, Nicolas Oikonomidès considère qu'il s'agit du chef de la garde personnel du drongaire,,. Selon le De Ceremoniis écrit par l'empereur Constantin VII au Xe siècle, il a aussi un rôle lors des cérémonies impériales, souvent avec le drongaire de la garde. Les dignités associées au poste de drongaire de la flotte sont celles de protospathaire, patrice et d'anthypatos.
Le poste de drongaire de la flotte atteint son apogée au Xe siècle, quand plusieurs personnages de grande envergure le détiennent. Parmi eux figure Romain Ier Lécapène, qui s'en sert comme d'un tremplin vers le trône impérial. Si le poste existe encore au XIe siècle, la flotte est alors moins active et son détenteur commande la flotte constantinopolitaine plus qu'il n'est à la tête de grandes expéditions. De plus en plus, le titre est connu sous le nom de droungarios tou stolou,. Avec l'accession sur le trône d'Alexis Ier Comnène, une grande réforme de la marine byzantine intervient. Les thèmes maritimes, qui ont connu un long déclin, disparaissent et Alexis rassemble les vestiges des flottes provinciales pour les amalgamer avec la flotte impériale de Constantinople. De cette nouvelle flotte naît un nouveau poste de commandant en chef, le mégaduc. Si le poste de drongaire de la flotte ne disparaît pas, il se voit ajouter le préfixe de megas (grand), ce qui ne l'empêche pas de désigner désormais le commandant en second de la marine. En dépit de ce relatif déclin, le poste de grand drongaire reste important, étant classé à la 32e position dans la hiérarchie impériale telle qu'elle est décrite par le Livre des offices de Georges Kodinos (milieu du XIVe siècle),. Selon cet ouvrage, la tenue cérémonielle est la suivante : un kabbadion (caftan) de soie, un skaramikon (chapeau bombé) recouvert de soie dorée et décoré de fils dorés ainsi que d'images de l'empereur à l'avant (sur le trône) et à l'arrière (à cheval).

## Titulaires connus
Les titulaires incertains sont indiqués en italiques.
| Nom                  | Années                              | Nommé par                              | Notes | Refs          |
| -------------------- | ----------------------------------- | -------------------------------------- | --- | ------------- |
| Jean                 | ca. 859/867                         | Michel III                             | Destinataire d'une lettre du patriarche Photios, c'est la seule chose connue à son propos. | ,             |
| Nicétas Oryphas      | ca. 860–873 ou 879 (?)              | Michel III Basile Ier le Macédonien    | Comme drongaire, il remporte plusieurs succès, conduisant la politique offensive de Basile Ier. Ainsi, il contribue à lever le Siège de Raguse (866-868), attaque l'émirat de Bari et remporte deux victoires contre l'émirat de Crète à Kardia et dans le golfe de Corinthe. | ,             |
| Elias                | ca. 867–869                         | Basile Ier le Macédonien               | Protospathaire. | ,             |
| Adrianos             | ca. 877/8                           | Basile Ier le Macédonien               | Ancien adjoint d'Oryphas, il est envoyé par Basile Ier pour soutenir Syracuse lors de son siège par les Aghlabides. Toutefois, il est retardé par des vents contraires et ne peut atteindre la ville. | ,             |
| Nasar                | ca. 879/880                         | Basile Ier le Macédonien               | Il inflige deux lourdes défaites aux Aghlabides à la bataille de Céphalonie et à la bataille de Stelai. | ,             |
| Eustathe Argyre      | ca. 894–904                         | Léon VI le Sage                        | Il participe à la guerre byzantino-bulgare de 894-896 mais il est congédié pour ne pas avoir su empêcher la chute de Taormine en Sicile en 902. S'il retrouve rapidement son poste, il est de nouveau congédié en 904 pour ne pas avoir été en mesure de s'opposer à la flotte de Léon de Tripoli. Il est parfois identifié au général Eustathe Argyre. | ,             |
| Himérios             | 904–912                             | Léon VI le Sage                        | Il remplace Eustathe mais ne peut empêcher le sac de Thessalonique. Toutefois, il remporte quelques succès contre les Arabes. Il est congédié après l'échec d'une expédition contre la Crète et une lourde défaite face à Léon de Tripoli à Chios en 912. | [ 24 ] [ 25 ] |
| Romain Lécapène      | ca. 917–919                         | Zoé Carbonopsina                       | Officier de la marine d'origine modeste, il grimpe jusqu'au sommet de la hiérarchie, arrivant à la tête de la marine sous le régime de l'impératrice régente Zoé Carbonopsina. Grâce à ce poste, il peut la manipuler elle et le général Léon Phocas et devenir le tuteur de Constantin VII, le fils de Zoé, qu'il marie à sa fille. Il devient empereur en 920, jusqu'à sa déposition par ses propres fils en 944.                                                                                                 | ,             |
| Jean Radinos         | ca. 921/922                         | Romain Ier Lécapène                    | Il remporte une victoire décisive à Lesbos contre Léon de Tripoli, lors de laquelle ce dernier trouve la mort. | ,             |
| Alexis Mousélé       | ca. 922                             | Romain Ier Lécapène                    | Il est à ce poste lors de la bataille de Pegae contre les Bulgares en 921. Au cours de l'affrontement, perdu par les Byzantins, il dirige un contingent de fantassins de marine et, durant la retraite, il glisse et se noie alors qu'il essaie d'embarquer dans un de ses navires. | ,             |
| Lips                 | soit ca. 908/917 ou ca. 922/944 (?) | Léon VI le Sage ou Romain Ier Lécapène | Le Patria de Constantinople mentionne un patrice et drongaire de la flotte qui, lors des règnes conjoints de Romain Lécapène et de Constantin VII, bâtit un monastère à Constantinople. Ce personnage est souvent identifié à Constantin Lips, fondateur du monastère de Lips vers 908. Toutefois, cette association n'est pas certaine. Constantin Lips, qui combat sous le règne de Léon VI, est tué à la bataille d'Anchialos en 917.                                                                            | ,             |
| Constantin Gongylès  | ca. 944–949                         | Constantin VII                         | Eunuque, il est présent à la cour impériale depuis la régence de Zoé. Il est nommé au poste de drongaire au moment où Constantin VII devient le seul empereur. Il échoue à reconquérir la Crète en 949. | ,             |
| Constantin           | ?                                   | Romain Ier Lécapène                    | Protospathaire et Manglabite, il est envoyé en mission diplomatie dans le Caucase, auprès du royaume d'Ibérie, vers 923. Dans les sources, il est mentionné par ses titres de patrice et de drongaire de la flotte, ce qui pourrait indiquer qu'il s'agit soit de Constantin Lips, soit de Constantin Gongylès mais aucune de ces solutions n'apparaît satisfaisante. | ,             |
| Joseph Bringas       | Dans les années 950                 | Constantin VII                         | Eunuque, il occupe des fonctions importantes depuis le règne de Romain Ier. Constantin VII le nomme drongaire de la flotte et, sous Romain II, il devient paradynasteuōn, ce qui en fait le ministre principal de l'Empire. | ,             |
| Nicétas Abalantès    | ca. 964                             | Nicéphore II Phocas                    | Il dirige une grande expédition pour reprendre la Sicile. Après quelques succès, la flotte byzantine est vaincue lors de la bataille du Détroit. Il est fait prisonnier et amené en Ifriqiya où il reste jusqu'à sa libération en 967. | ,             |
| Léon Lécapène        | ca. 971–976                         | Jean Ier Tzimiskès                     | Parent et proche conseiller du puissant parakoimomène, il est nommé au poste de drongaire lors de la purge de la haute administration par Jean Ier Tzimiskès, lorsqu'il succède à Nicéphore II Phocas. Léon Lécapène organise l'action de la flotte lors de la bataille de Dorystolon contre les Rus', tout en restant à Constantinople où il réprime une tentative de coup d'état par Léon Phocas le Jeune. Il reste à son poste jusqu'à sa promotion comme protovestiarite (par Jean Tzimiskès ou par Basile II). | ,             |
| Bardas Parsakouténos | ca. 977/978                         | Basile II                              | Léon le Diacre rapporte qu'il vainc une flotte rebelle au large d'Abydos, lors de la première rébellion de Bardas Sklèros. Si son titre précis est incertain, il est généralement admis qu'il a dirigé la flotte impériale. | [ 36 ] [ 37 ] |
| Théodore Karanténos  | ca. 977/978                         | Basile II                              | Jean Skylitzès le désigne avec le terme de nauarchos. Il vainc une flotte dirigée par Michel Kourtikios (en) au large de Phocée lors de la première rébellion de Bardas Sklèros. Toutefois, il n'est pas certain qu'il commande la flotte impériale ou s'il dirige une simple escadre thématique. | ,             |
| Kyriakos             | ca. 989                             | Basile II                              | Il est uniquement mentionné comme défendant Abydos contre Bardas Phocas le Jeune au cours du printemps 989. | ,             |
| Étienne              | ca. 1038–40                         | Michel IV le Paphlagonien              | Beau-frère de l'empereur et patrice, il est grandement responsable de l'échec de la reconquête de la Sicile du fait de sa dispute avec Georges Maniakès. Son titre n'est pas connu sous le nom de drongaire mais de « maître de la flotte » ([kat]archōn tou stolou). | [ 31 ]        |
| Nicéphore Comnène    | ca. 1081                            | Alexis Ier Comnène                     | Plus jeune frère d'Alexis Ier, il devient sébaste et Grand drongaire de la flotte après l'arrivée au pouvoir d'Alexis. Toutefois, il semble que ces nominations ont surtout un caractère honorifique et Nicéphore ne semble pas avoir exercé le moindre commandement. | [ 15 ]        |
| Eustathe Kymineianos | ca. 1101                            | Alexis Ier Comnène                     | Il est un confident et l'un des principaux conseillers d'Alexis Ier. Il détient plusieurs commandements maritimes après 1087. Il devient probablement grand drongaire vers 1101-1102, quand il est envoyé pour refortifier Korikos. En 1107, il gouverne Constantinople alors que l'empereur est en campagne. | ,             |
| Constantin Dalassène | ca. 1090                            | Alexis Ier Comnène                     | Qualifié de thalassokrator (« Maître des mers ») par Anne Comnène, il est probablement grand drongaire. Il dirige la flotte byzantine face à l'émir turc de Tzachas. | [ 42 ] [ 43 ] |
| Démétrios Branas     | ca. 1141                            | Manuel Ier Comnène                     | Amiral (navarque) lors de la campagne contre Masud Ier, Sultan de Roum. | [ 15 ]        |
| Constantin Comnène   | ca. 1143–47                         | Manuel Ier Comnène                     | Participant aux conciles de l'Église en 1143 et 1147, il est qualifié de sébaste et grand drongaire. Toutefois, il est possible qu'il ait été Grand drongaire de la garde plutôt que Grand drongaire de la flotte. | [ 40 ]        |
| Nicéphore Dasiotès   | ca. 1147                            | Manuel Ier Comnène                     | Amiral (navarque) de la flotte qui transporte Conrad III en Palestine. | [ 15 ]        |
| Maios                | ca. 1151                            | Manuel Ier Comnène                     | Amiral (navarque) qui signe le traité de paix avec le royaume de Sicile. | [ 15 ]        |
| Jean Makrembolitès   | ca. 1140s/50s                       | Manuel Ier Comnène                     | Il est un courtisan de Manuel et un sceau le désigne comme megas droungarios (grand drongaire). Toutefois, il est plus probable que cela se réfère au poste de Grand drongaire de la garde et non au poste de Grand drongaire de la flotte. | [ 40 ]        |
| Gabalas              | ca. 1241–1266/7                     | Jean III Vatatzès                      | Le pansébaste et megas droungarios tou stolou Gabalas est attesté dans un acte de l'empereur de Nicée Jean Vatatzès. IL est le beau-frère de Michel Comnène Branas et peut-être s'agit-il de Léon Gabalas ou de son frère Jean Gabalas, les dirigeants autonomes de Rhodes. | ,             |
| Étienne Mouzalon     | jusqu'à 1303                        | Andronic II Paléologue                 | Envoyé pour jouer les médiateurs lors d'une querelle entre la Gènes et la compagnie catalane, il y trouve la mort. | ,             |
| Jean Doukas Mouzalon | début du XIVe siècle                | Andronic II Paléologue                 | Destinataire de plusieurs poèmes composés pour lui par Manuel Philès. | ,             |
| Jean Philanthropène  | ca. 1324                            | Andronic II Paléologue                 | Oikeios (en) de l'empereur, il est mentionné comme grand drongaire dans un acte de 1324. | [ 47 ] [ 48 ] |
| George Isaris        | ca. 1344                            | probablement Jean V Paléologue         | Megas droungarios tou stolou en 1344, il rejoint Jean Cantacuzène l'année suivante. Il est promu au rang grand primicier avant sa mort vers 1373/4. | [ 49 ]        |
| Lucas Notaras        | ca. 1441                            | Manuel II Paléologue                   | Capitaine du navire qui transporte Constantin XI Paléologue à Lesbos, il est alors désigné comme drongaire, ce qui pourrait signifier qu'il occupe le poste de Grand drongaire de la flotte. Plus tard, il est promu au rang de mégaduc et fait partie des dignitaires byzantins les plus importants au moment de la chute de Constantinople. | ,             |